# Военна фантастика
Военната фантастика е поджанр на научна фантастика, който описва използването на научнофантастични технологии, включително космически кораби и оръжия, за военни цели и обикновено главни герои, които са членове на военна организация, обикновено по време на война; случващи се понякога в космическото пространство или на различна планета или планети. Съществува в редица медии, включително литература, комикси, филми, телевизия и видео игри.
Подробно описание на конфликта, воюващи страни (които може да включват извънземни), тактики и оръжия, използвани за него, и ролята на военната служба и отделните членове на тази военна организация формират основата за типично произведение на военната научна фантастика. Историите често използват характеристики на действителни минали или настоящи земни конфликти, като страните са заменени от планети или галактики с подобни характеристики, бойните кораби са заменени от космически бойни кораби, малките оръжия и артилерията са заменени от лазери, войниците са заменени от космически морски пехотинци и някои събития са се променили така авторът може да екстраполира какво може да се е случило.

## Характеристики
Често се подчертават традиционните военни ценности като смелост под огън, чувство за дълг, чест, саможертва, лоялност и другарство. Действието обикновено се описва от гледна точка на войник в научнофантастична обстановка на или близо до битка .  Обикновено технологията е по-напреднала от настоящата и е описана подробно. В някои истории обаче технологията е доста статична и се използват оръжия, които биха били познати на съвременните войници, но други аспекти на обществото са се променили. На технологиите може да не се набляга толкова много в такива истории, колкото други аспекти от военния живот, културите или обществата на героите. Например жените могат да бъдат приети като равни партньори за бойни роли или предпочитани пред мъжете.
Когато „екстравагантните“ изображения на войната в космическите опери избледняват заедно с криминалната фантастика в по-общ план, военната научна фантастика се развива с „по-дисциплинирана и по-реалистична представа за вида армии, които могат да водят междупланетни и междузвездни войни, и видове оръжия, които могат да използват".
В много истории използването или напредъкът на конкретна технология играе роля в развитието на сюжета, като например разполагане на ново оръжие или космически кораб. Някои произведения правят тежки паралели с човешката история и как един научен пробив или нова военна доктрина може значително да промени начина, по който се води войната, изхода от битката и съдбата на воюващите страни. Много произведения изследват как човешкият прогрес, открития и страдания влияят на военната доктрина или битка и как главните герои и антагонисти отразяват и се адаптират към такива промени.
Много автори или са използвали измислена империя, обхващаща галактика, като фон на историята, или са изследвали растежа и/или упадъка на такава империя. Столицата на галактическа империя понякога е „основен свят“, като планета, относително близо до централно разположената супермасивна черна дупка на галактиката, която е напреднала значително в науката и технологиите в сравнение с настоящата човешка цивилизация. Характеристиките на тези империи могат да варират изключително много от злонамерени сили, които атакуват симпатични жертви, до апатични или аморални бюрокрации, до по-разумни субекти, фокусирани върху социалния прогрес.
Един писател може да приеме форма на пътуване, по-бързо от светлината, за да улесни огромния мащаб на междузвездната война. Дългите периоди от време (напр. десетилетия или векове), необходими на човешките войници да изминат междузвездни разстояния, дори при релативистични скорости, и последствията за героите са дилема, разгледана от автори като Джо Халдеман и Алистър Рейнолдс. Други писатели като Лари Нивън са създали правдоподобен междупланетен конфликт, основан на човешка колонизация на астероидния пояс и външните планети с помощта на технологии, използващи законите на физиката, както се разбира в момента.

## Определения по контраст
Няколко подгрупи от военната научна фантастика споделят характеристиките на поджанра "космическа опера", концентрирайки се върху мащабни космически битки с футуристични оръжия в междузвездна война . Много истории могат да се считат за принадлежащи към единия или и към двата поджанра на военната научна фантастика и космическата опера, като "Хрониките на Стен" от Алън Коул и Крис Бънч, поредицата „Играта на Ендър“ от Орсън Скот Кард, "Honorverse" от Дейвид Уебър, "Детсталкер" от Саймън Р. Грийн и "Armor" от Джон Стийкли.
В едната крайност една военна научнофантастична история може да спекулира за война в бъдещето, в космоса или включваща космическо пътуване, или ефектите от такава война върху хората; от друга страна, история с измислен военен сюжет може да има сравнително повърхностни елементи на научна фантастика. Терминът „военна космическа опера“ понякога може да обозначава този последен стил, както е използван например от критичката Силвия Келсо, когато описва "Бараярски Хроники" на Лоис Макмастър Бюджолд.  Примери, които включват аспекти както на военната научна фантастика, така и на космическата опера, включват франчайза на "Бойна звезда Галактика" и романа на Робърт А. Хайнлайн от 1959 г. "Звездни рейнджъри".
Ключова разлика между военната научна фантастика и космическата опера е, че космическите опери се фокусират повече върху приключенски истории и мелодрами, докато военната научна фантастика се фокусира повече върху военните действия и техническите аспекти. Главните герои в космическата опера също не са военни, а цивилни или паравоенни. Историите и в двата поджанра често засягат междузвездна война, в която хората се бият със себе си и/или с нечовешки същества. Военната научна фантастика обаче не се развива непременно в открития космос или в множество светове, както в космическата опера и космически уестърн.
Както военната научна фантастика, така и космическият уестърн може да разглеждат междузвездна война и потисничество от галактическа империя като фон на историята. Те могат да се фокусират върху самотен стрелец, войник или ветеран във футуристична космическа граница . Западните елементи и конвенции във военната научна фантастика могат да бъдат изрични, като каубои в открития космос, или по-фини, като в космическа колония, изискваща защита срещу нападение на границата.  Джийн Родънбъри описа Стар Трек: Оригиналната поредица като космически уестърн (или по-поетично, като „ Влак към звездите“).  Телевизионният сериал "Файърфлай" и неговото кинематографично продължение "Мисия Серенити" буквализираха западните аспекти на поджанра космически уестърн, популяризиран от "Стар Трек" той включва гранични градове, коне и визуален стил, напомнящ за класическите уестърни на Джон Форд. Светове, които са били тераформирани, могат да бъдат изобразени като представящи подобни предизвикателства като тези на гранично селище в класически уестърн. Шестострелките и конете могат да бъдат заменени от лъчеви пушки и ракети.

## Политически теми
Няколко автори са представили разкази с политически послания от различен тип като главни или второстепенни теми на своите произведения. Дейвид Дрейк често е писал за ужасите и безсмислието на войната. Казва в следслова на няколко от книгите си "Hammer's Slammers" (1979 и по-късно), че една от причините да пише е да образова тези хора, които не са преживели война, но които може да трябва да вземат решение да започнат или одобрят война (като политици или като гласоподаватели) за това какво всъщност представлява войната, и какви са правомощията и ограниченията на армията като инструмент на политиката.
Дейвид Дрейк казва:
За мен военната научна фантастика е научна фантастика, която е написана за военна ситуация с фундаментално разбиране за това как начинът на живот и характерите на военните се различават от начина на живот и характерите на цивилните. Това е научна фантастика, която се опитва да опише реалистично военните в контекста на научната фантастика. Това не е „изстрелване на грешки“. Става дума за човешки същества и членове на други видове, въвлечени във война и касапница. Това не е извинение за опростени решения на проблеми.

## Практически приложения от военните
През 1980 и 1981 г. двама автори на научна фантастика вдъхновиха визията на президента Роналд Рейгън за инициатива за стратегическа отбрана, в която сателити ще бъдат създадени за стрелба по ядрени ракети. Двамата автори са Лари Нивън, авторът на поредицата ""Пръстенов свят (Ringworld)", и Джери Пурнел. Заедно със съмишленици те сформираха комитет, който да лобира в САЩ по въпросите на космоса и да повлияе на космическата политика на Рейгън. Пурнел се застъпва за "здрава, технократична военна държава". В допълнение към научната фантастика на Пурнел, той написва "документ за военновъздушните сили за ролята на стабилността в националната сигурност".

## Вижте още
- Космическа опера
- Космически уестърн
- Космическата война в научната фантастика